# Каберрус (округ, Північна Кароліна)
Шаблон:StateAbbr_ 35°23′ пн. ш. 80°33′ зх. д. / 35.39° пн. ш. 80.55° зх. д.
Округ  Каберрус (англ. Cabarrus County) — округ (графство) у штаті  Північна Кароліна, США. Ідентифікатор округу 37025.

## Історія
Округ утворений 1792 року.

## Демографія
За даними перепису 
2000 року 
загальне населення округу становило 131063 осіб, зокрема міського населення було 94551, а сільського — 36512.
Серед мешканців округу чоловіків було 64541, а жінок — 66522. В окрузі було 49519 домогосподарств, 36526 родин, які мешкали в 52848 будинках.
Середній розмір родини становив 3,03.
Віковий розподіл населення поданий у таблиці:
| Стать    | До 15 років | 15-21 | 22-29 | 30-39 | 40-49 | 50-65 | 65-85 | Понад 85 |
| -------- | ----------- | ----- | ----- | ----- | ----- | ----- | ----- | -------- |
| Чоловіки | 14574       | 5787  | 7306  | 11085 | 9939  | 9765  | 5647  | 438      |
| Жінки    | 13813       | 5505  | 7055  | 10872 | 10159 | 10039 | 7821  | 1258     |

## Виноски
1. ↑  U.S. Decennial Census. United States Census Bureau. Архів оригіналу за 26 квітня 2015. Процитовано 12 січня 2015.
2. ↑  Historical Census Browser. University of Virginia Library. Архів оригіналу за 11 серпня 2012. Процитовано 12 січня 2015.
3. ↑  Forstall, Richard L., ред. (27 березня 1995). Population of Counties by Decennial Census: 1900 to 1990. United States Census Bureau. Архів оригіналу за 3 березня 2015. Процитовано 12 січня 2015.
4. ↑  Census 2000 PHC-T-4. Ranking Tables for Counties: 1990 and 2000 (PDF). United States Census Bureau. 2 квітня 2001. Архів оригіналу (PDF) за 18 грудня 2014. Процитовано 12 січня 2015.
5. ↑  State & County QuickFacts. United States Census Bureau. Архів оригіналу за 7 липня 2011. Процитовано 18 жовтня 2013.(англ.) Наведено за англійською вікіпедією.
6. ↑  American FactFinder. Бюро перепису населення США. Архів оригіналу за 29 липня 2011. Процитовано 31 січня 2008.

| США | Це незавершена стаття з географії США. Ви можете допомогти проєкту, виправивши або дописавши її. |